# Xiaomi Mi A2/A2 Lite
El Xiaomi Mi A2 es un Teléfono inteligente de gama media, desarrollado en conjunto por Xiaomi y Google como parte de su iniciativa Android One. Es la versión internacional del Xiaomi Mi 6X.